# 扎盧日涅 (利京區)
49°15′57″N 28°1′57″E / 49.26583°N 28.03250°E
扎盧日涅（烏克蘭語：Залужне），是烏克蘭的村落，位於該國西南部文尼察州，由文尼察區負責管轄，始建於1359年，面積0.13平方公里，海拔高度289米，2001年人口277，人口密度每平方公里2,098.48人。